# Borgo San Martino
Borgo San Martino é uma comuna italiana da região do Piemonte, província de Alexandria, com cerca de 1 344 habitantes. Estende-se por uma área de 9 km², tendo uma densidade populacional de 149 hab/km². Faz fronteira com Casale Monferrato, Frassineto Po, Occimiano, Pomaro Monferrato, Ticineto.

## Demografia
| Variação demográfica do município entre 1861 e 2011                               |
|                                                                                   |
| Fonte: Istituto Nazionale di Statistica (ISTAT) - Elaboração gráfica da Wikipedia |